# Cirrus Aircraft
Cirrus Aircraft (англ. cirrus clouds — перистые облака) — американская компания, производитель малых самолётов, расположенная в штате Миннесота, США.
Компания была основана в 1984 году и изначально занималась производством наборов для самостоятельной сборки легких летательных аппаратов, предназначавшихся для энтузиастов. С 1999 года компания производит два типа винтовых самолётов — Cirrus SR20 и Cirrus SR22. В 2008 году начата разработка первого турбореактивного самолёта, запуск в серию намечен на 2016 год. В июне 2015 года компания объявила о выпуске своего шеститысячного самолёта.
Cirrus Aircraft является подразделением компании China Aviation Industry General Aircraft (CAIGA), которая в свою очередь принадлежит китайской государственной компании Aviation Industry Corporation of China (AVIC).

## История
В 1984 году компания начала свою деятельность с разработки наборов для сборки малых самолётов Cirrus VK-30 в Барабу (Висконсин).
В 1994 году компания перенесла производство и головной офис в Дулут (Миннесота) и приступила к разработке и производству 4-местного винтового однодвигательного самолёта SR20 из композитных материалов. В 1998 году SR20 был сертифицирован ФАА, серийно производится с 1999 года.
В 2000 году был сертифицирован самолёт Cirrus SR22, преемник SR20, оснащённый более мощным двигателем и имеющий большую дальность полета.
В 2008 году компания начала разработку 7-местного частного реактивного самолёта Cirrus SF50 Vision, первый сертификационный образец совершил первый полёт в 2014 году.
В ноябре 2015 года компания начала постройку Cirrus Vision Center, нового цеха для обслуживания и сборки SF50 стоимостью 10 миллионов долларов США.

## Разработки компании

### VK-30

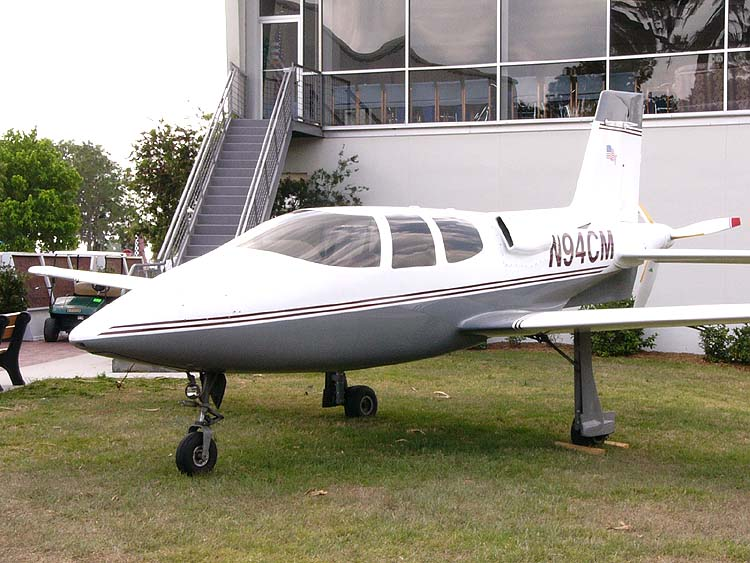
VK-30, первый самолёт компании

Набор для самостоятельной сборки одномоторного четырёхместного самолёта с толкающим винтом. Первый полёт совершил 11 февраля 1988 года. На момент 2015 года существует порядка 10 собранных самолётов.

### ST50
Одномоторный поршневой четырёхместный самолёт с толкающим пропеллером. Разработан совместно с компанией Israviation (Израиль) на основе VK-30. Первый полёт совершил 7 декабря 1994 года. Серийно не выпускался.

### SRS
SRS (SR Sport) — копия немецкого двухместного спортивного самолёта B&F Fk14 Polaris, выпускавшегося с 1999 года. Компания Cirrus Aircraft предлагала его под своей маркой на рынке США с 2007 по 2009 год.

### SR20, SRV, SR22, SR22T
Одномоторный поршневой четырёхместный самолёт из композитных материалов. Первый серийный самолёт, на котором применялся парашют для безопасного приземления самолёта целиком в случае сваливания в штопор или иных аварийных ситуаций. Первый серийный самолёт с боковым расположением штурвала (side yoke). Базовая стоимость 359 000 долларов США. Состоит на вооружении ВВС Франции и ВВС США как учебно-тренировочный самолёт.

### SF50

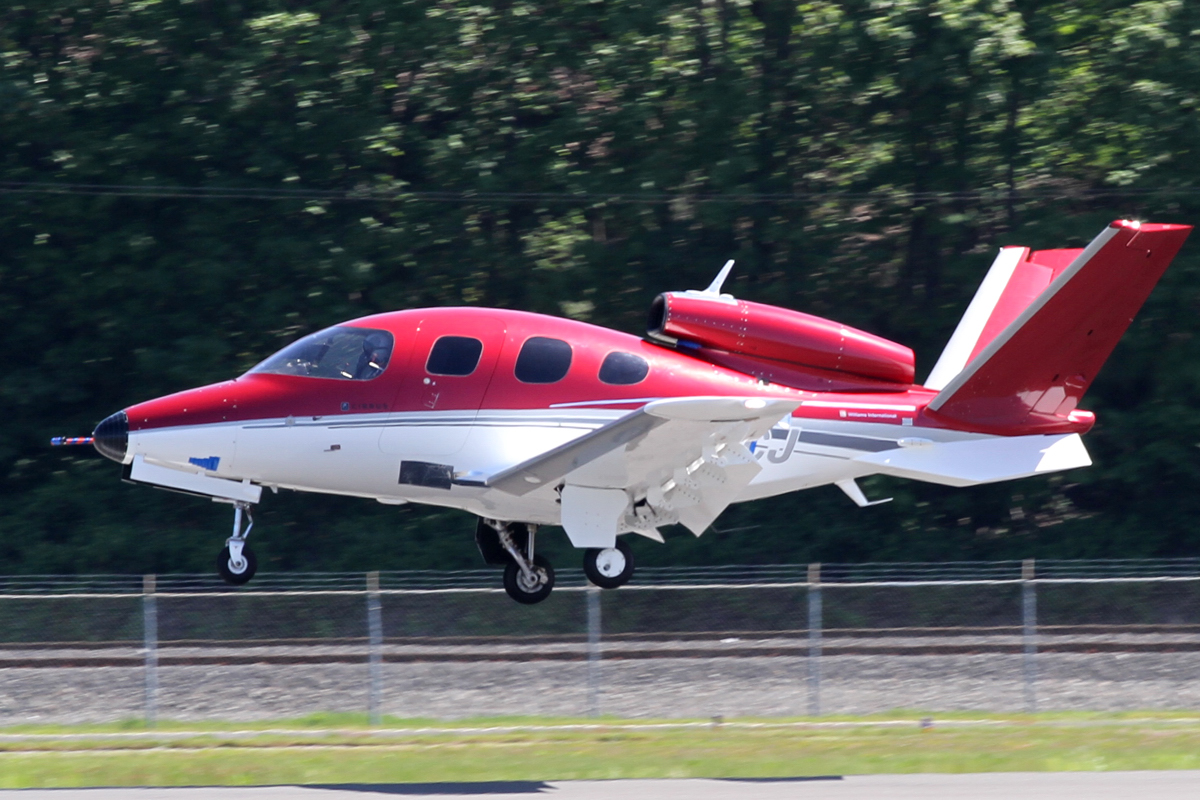
Vision SF50 заходит на посадку

Одномоторный турбовентиляторный семиместный самолёт, разрабатывающийся с 2008 года. По состоянию на конец 2015 года изготовлен как минимум один сертификационный экземпляр, производство должно начаться в конце 2016 года.

### Парашютная система CAPS

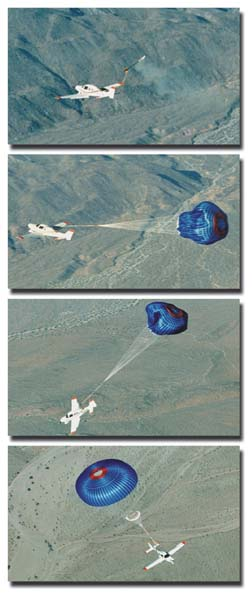
CAPS в действии

Парашютная система позволяет безопасно приземлить самолёт целиком. Применяется в случае неустранимой аварийной ситуации в воздухе — сваливания в штопор, отключения мотора, повреждения фюзеляжа при столкновении с другими летательными аппаратами. Устанавливается на SR20, SR22 и их вариации.